# Kelly McGillis
Kelly Ann McGillis (n. 9 iulie, 1957) este o actriță americană care a jucat rolul lui Rachel Lapp în Martorul  (1985) alături de Harrison Ford, pentru care a fost nominalizată cu Globul de Aur și a fost nominalizată la BAFTA, rolul lui Charlie în Top Gun (1986) alături de Tom Cruise și rolul avocatei Kathryn Murphy în The Accused (1998).

### Viața
McGills s-a născut pe 9 iulie 1957 în Newport Beach, California. este fiica Virginiei Joan și a DR. Donald Manson McGills.
Ea a fost crescută în Los Angeles și a studiat la Pacific Conservatory of the Performing Arts în Santa Maria, California. După absolvirea liceului în 1975, s-a mutat în New York pentru a studia actoria la Julliard, de unde a absolvit în 1983.
1. ↑  Kelly McGillis, Internet Broadway Database, accesat în 9 octombrie 2017
2. ↑  Kelly Mcgillis, GeneaStar
3. ↑  „Kelly McGillis”, Gemeinsame Normdatei, accesat în 27 aprilie 2014
4. ↑  CONOR.SI[*] Verificați valoarea |titlelink= (ajutor)